# Project Runway (1.ª temporada)
Project Runway - 1ª temporada foi a primeira temporada do reality show Project Runway. Essa temporada recebeu elogios da crítica, incluindo uma indicação ao Emmy como um notável reality show competitivo. O crescimento da popularidade com o público foi dramático desde sua estreia até o final de temporada, tornando o programa um inesperado sucesso, sendo uma das séries mais bem sucedidas do canal Bravo desde Queer Eye for the Straight Guy.
O ganhador da primeira temporada foi o estilista Jay McCarroll. Em segundo lugar Kara Saun e em terceiro lugar, Wendy Pepper. Como prêmio por ter vencido a competição entre 12 estilistas, McCarroll recebeu cem mil dólares, uma parceria com Banana Republic para ajudar a desenvolver sua própria grife, e exposição de seu trabalho na revista Elle. A modelo vencedora, escolhida por McCarroll, foi Julia Beynon, vencendo as modelos Jenny Toth (modelo de Kara Saun) e Melissa Haro (modelo de Wendy Pepper). McCarroll, mais tarde, rejeitou os cem mil dólares e a parceria com Banana Republic, afirmando que os prêmios vieram com muita bagagem contratual.

## Participantes da 1ª temporada

### Estilistas
Os doze estilistas da primeira temporada foram:
| Participante    | Idade* | Cidade Natal        |
| --------------- | ------ | ------------------- |
| Mario Cadenas   | 23     | Pembroke Pines, FL  |
| Nora Caliguri   | 21     | Cheshire, CT        |
| Daniel Franco   | 32     | Los Angeles, CA     |
| Starr Ilzhoefer | 27     | Charlotte, NC       |
| Kevin Johnn     | 44     | Nova Iorque, NY     |
| Jay McCarroll   | 29     | Dallas, PA          |
| Wendy Pepper    | 39     | Middleburg, VA      |
| Robert Plotkin  | 28     | Nova Iorque, NY     |
| Vanessa Riley   | 34     | Londres, Inglaterra |
| Kara Saun       | 37     | Los Angeles, CA     |
| Austin Scarlett | 22     | Nova Iorque, NY     |
| Alexandra Vidal | 21     | Miami, FL           |

| Estilista | 01     | 02     | 03     | 041    | 05     | 06     | 07     | 08     | 09     | 11     |
| --------- | ------ | ------ | ------ | ------ | ------ | ------ | ------ | ------ | ------ | ------ |
| Jay       | SALVO  | BOM    | SALVO  | BOM    | SALVO  | BTT2   | BOM    | VENCEU | VENCEU | VENCEU |
| Kara Saun | VENCEU | SALVA  | VENCEU | SALVA  | BOM    | BOM    | BOM    | BOM    | RUIM   | ELIM   |
| Wendy     | BOM    | SALVA  | SALVA  | VENCEU | SALVA  | BOM    | VENCEU | BTT2   | BTT2   | ELIM   |
| Austin    | SALVO  | SALVO  | BOM    | SALVO  | BOM    | VENCEU | RUIM   | RUIM   | ELIM   |        |
| Robert    | SALVO  | VENCEU | BOM    | SALVO  | VENCEU | RUIM   | BTT2   | ELIM   |        |        |
| Kevin     | SALVO  | RUIM   | RUIM   | BTT2   | RUIM   | SALVO  | ELIM   |        |        |        |
| Alexandra | RUIM   | BOM    | SALVA  | BOM    | BTT2   | ELIM   |        |        |        |        |
| Nora      | SALVA  | SALVA  | BTT2   | RUIM   | ELIM   |        |        |        |        |        |
| Vanessa   | BTT2   | BTT2   | SALVA  | ELIM   |        |        |        |        |        |        |
| Starr     | BOM    | SALVA  | ELIM   |        |        |        |        |        |        |        |
| Mario     | SALVO  | ELIM   |        |        |        |        |        |        |        |        |
| Daniel    | ELIM   |        |        |        |        |        |        |        |        |        |

Legenda
     O estilista ganhou o Project Runway.
     O estilista ganhou o desafio.
     O estilista teve uma das notas mais altas do desafio, mas não ganhou.
     O estilista teve uma das piores notas no desafio, mas não foi eliminado.
     O estilista ficou entre os dois piores, mas não foi eliminado.
     O estilista perdeu e foi eliminado da competição.
↑Nota:  Embora a equipe de Nora tenha sido votada como a melhor, os jurados acharam que o trabalho em equipe de Nora fora muito ruim e ela foi colocada entre os dois últimos colocados no desafio.

### Modelos
As doze modelos participantes da primeira temporada foram:
| Modelo              | Idade* | Origem           |
| ------------------- | ------ | ---------------- |
| Josiane Barboza     | 21     | Brasil           |
| Julia Beynon        | 20     | Califórnia       |
| Audrey Chihocky     | 18     | Virgínia         |
| Erin Denardo        | 21     | Nova Jérsei      |
| Melissa Haro        | 17     | Califórnia       |
| Mary Henderson      | 19     | Texas            |
| Olga Kononova       | 18     | República Tcheca |
| Martinique Mitchell | 21     | Califórnia       |
| Joy Pursell         | 21     | Texas            |
| Morgan Quinn        | 21     | Iowa             |
| Jenny Toth          | 22     | Ohio             |
| Alison Zebelian     | 19     | Michigan         |

| Modelo     | 1      | 2      | 3      | 4      | 5      | 6      | 7      | 8      | 9      | 10    | Final  |
| ---------- | ------ | ------ | ------ | ------ | ------ | ------ | ------ | ------ | ------ | ----- | ------ |
| Julia      | SALVA  | SALVA  | SALVA  | SALVA  | SALVA  | SALVA  | SALVA  | SALVA  | SALVA  | SALVA | VENCEU |
| Jenny      | SALVA  | SALVA  | SALVA  | SALVA  | VENCEU | SALVA  | VENCEU | VENCEU | SALVA  | SALVA | ELIM   |
| Melissa    | SALVA  | SALVA  | SALVA  | VENCEU | RUIM   | VENCEU | SALVA  | SALVA  | VENCEU | SALVA | ELIM   |
| Martinique | SALVA  | SALVA  | SALVA  | SALVA  | SALVA  | SALVA  | RUIM   | SALVA  | RUIM   | ELIM  |        |
| Olga'      | VENCEU | RUIM   | SALVA  | SALVA  | SALVA  | SALVA  | SALVA  | RUIM   | ELIM   |       |        |
| Erin       | SALVO  | SALVO  | SALVO  | SALVO  | SALVO  | RUIM   | SALVO  | ELIM   |        |       |        |
| Morgan     | SALVA  | SALVA  | SALVA  | RUIM   | SALVA  | SALVA  | ELIM   |        |        |       |        |
| Joy        | SALVO  | SALVO  | RUIM   | SALVO  | SALVO  | ELIM   |        |        |        |       |        |
| Audrey     | SALVA  | SALVA  | VENCEU | SALVA  | ELIM   |        |        |        |        |       |        |
| Josiane    | SALVA  | VENCEU | SALVA  | ELIM   |        |        |        |        |        |       |        |
| Alison     | SALVO  | SALVO  | ELIM   |        |        |        |        |        |        |       |        |
| Mary       | RUIM   | ELIM   |        |        |        |        |        |        |        |       |        |

Legenda
     Fundo verde e VENCEU significa que a modelo ganhou o Project Runway.
     Fundo azul e VENCEU significa que a modelo vestiu o design vencedor do desafio.
     Fundo vermelho e RUIM significa que a modelo usou o design perdedor do desafio.
     Fundo cinza e ELIM significa que a modelo não foi escolhida e foi eliminada da competição.
Notas:
- Os estilistas escolhem suas modelos antes de cada desafio, onde o vencedor do desafio anterior escolhe primeiro e os outros estilistas escolhem em ordem aleatória. A modelo não escolhida é eliminada.
- Já que as modelos são eliminadas no início do próximo episódio, nenhuma modelo foi eliminada no primeiro episódio.

*As idades listadas são da época em que o show foi filmado, em 2004.

## Episódios

### Episódio 1:Innovation
- O desafio era criar uma roupa sexy e glamurosa para uma noite na cidade feita apenas de materiais comprados em um supermercado em Manhattan. Os estilistas tiveram um orçamento de 50 dólares e uma hora para fazerem suas compras. Tiveram apenas um dia para completar o desafio, e o vencedor dessa etapa teve imunidade no próximo desafio e não pode ser eliminado.
- Jurados: Nina Garcia, Michael Kors e Patricia Field.
- Vencedor: Austin Scarlett
- Eliminado: Daniel Franco
- Data de exibição: 1 de dezembro de 2004 (nos Estados Unidos)

### Episódio 2:Vision
- O desafio era criar uma roupa feita de jersey de algodão branco que transmitisse a palavra "inveja". Os estilistas tiveram um orçamento de 50 dólares e um dia para completar o desafio.
- Jurados: Nina Garcia, Constance White (diretora de estilo do eBay) e Paul Berman.
- Vencedor: Kara Saun
- Eliminado: Mario Caldenas
- Data de exibição: 8 de dezembro de 2004 (nos Estados Unidos)

### Episódio 3:Commercial Appeal
- O desafio era criar um vestido que se adequasse à linha atual da Banana Republic. Os tecidos para o desafio foram fornecidos pela própria Banana Republic. Os estilistas tiveram 2 dias para completar suas peças.
- Jurados: Nina Garcia, Michael Kors e Deborah Lloyd, estilista chefe da Banana Republic.
- Vencedor: Wendy Pepper
- Eliminado: Starr
- Data de exibição: 15 de dezembro de 2004 (nos Estados Unidos)

### Episódio 4:Collaboration
- O desafio era criar uma roupa para a cantora Sarah Hudson usar em um de seus shows. Nesse desafio, os estilistas foram dividos em times de três, onde um do time seria o líder e os outros dois, ajudantes. Cada time teve um orçamento de 150 dólares e um dia para completar o desafio.
- Jurados: Nina Garcia, Michael Kors e Sarah Hudson
- Vencedor: Kevin Johnn (líder do time com Nora Caliguri e Alexandra Vidal)
- Eliminado: Vanessa Riley (assistente do time do líder Austin Scarlett e Wendy Pepper)
- Data de exibição: 5 de janeiro de 2005 (nos Estados Unidos)

### Episódio 5:"Model" Clients
- O desafio era criar o vestido de noiva dos sonhos de suas modelos. Os estilistas tiveram um orçamento de 300 dólares e dois dias para completar o desafio.
- Jurados: Michael Kors, Anne Slowey (diretora de notícias de moda da Elle) e a estilista de vestidos de noiva, Amsale.
- Vencedor: Kara Saun
- Eliminado: Nora Caliguri
- Data de exibição: 12 de janeiro de 2005 (nos Estados Unidos)

### Episódio 6:Making A Splash
- O desafio era criar uma roupa de banho e depois participar de uma festa à noite, com suas modelos em trajes de banho. O ganhador recebeu uma menção na coluna de fofocas do New York Post. Os estilistas tiveram um orçamento de 75 dólares e 5 horas para completar o desafio.
- Jurados: Constance White, Anne Slowey e Richard Johnson, editor do New York Post.
- Vencedor: Austin Scarlett
- Eliminado: Alexandra Vidal
- Data de exibição: 19 de janeiro de 2005 (nos Estados Unidos)

### Episódio 7:Design A Collection
- O desafio era criar uma coleção para o ano de 2055, como um time. Kevin foi escolhido o líder do time. Cada estilista teve um orçamento de 50 dólares e um dia para completar a coleção.
- Jurados: Anne Slowey, Michael Kors e Betsey Johnson.
- Vencedor: Kara Saun
- Eliminado: Kevin Johnn
- Data de exibição:26 de janeiro de 2005 (nos Estados Unidos)

### Episódio 8:Postal Uniform Challenge
- O desafio era redesenhar o uniforme dos funcionários dos correios dos Estados Unidos. Os estilistas tiveram um orçamento de 100 dólares e um dia para completar o desafio.
- Jurados: Nina Garcia, Michael Kors e funcionária dos correios dos Estados Unidos, Becky Negich.
- Vencedor: Kara Saun
- Eliminado: Robert Plotkin
- Data de exibição: 2 de fevereiro de 2005 (nos Estados Unidos)

### Episódio 9:Design For The Red Carpet
- O desafio era criar uma roupa para a apresentadora do programa	Access Hollywood, Nancy O'Dell, usar no Grammy.
- Jurados: Nina Garcia, Michael Kors e Nancy O'Dell
- Vencedor: Wendy Pepper
- Eliminado: Austin Scarlett
- Data de exibição: 9 de fevereiro de 2005 (nos Estados Unidos)

### Episódio 10:Reunion
- Esse episódio foi um especial, onde é feita uma reunião com todos os estilistas nas vésperas da semana de moda New York Olympus, onde os três finalistas irão mostrar suas coleções.
- Data de exibição: 16 de fevereiro de 2005

### Episódio 11:Finale
- Os estilistas finalistas, Jay McCarroll, Kara Saun e Wendy Pepper, foram visitados por Tim Gunn em suas casas para checar como estavam suas coleções. Cada estilista teve que fazer uma coleção de 12 peças para mostrar na semana de moda New York Olympus.
- Jurados: Nina Garcia, Michael Kors e Parker Posey.
- Vencedor: Jay McCarroll
- Eliminado: Wendy Pepper (terceira colocada) e Kara Saun (segunda colocada)
- Data de exibição: 23 de fevereiro de 2005 (nos Estados Unidos)